# Gordonia obtusa
Gordonia obtusa är en tvåhjärtbladig växtart som beskrevs av Wallich. Gordonia obtusa ingår i släktet Gordonia och familjen Theaceae. Inga underarter finns listade i Catalogue of Life.

## Bildgalleri

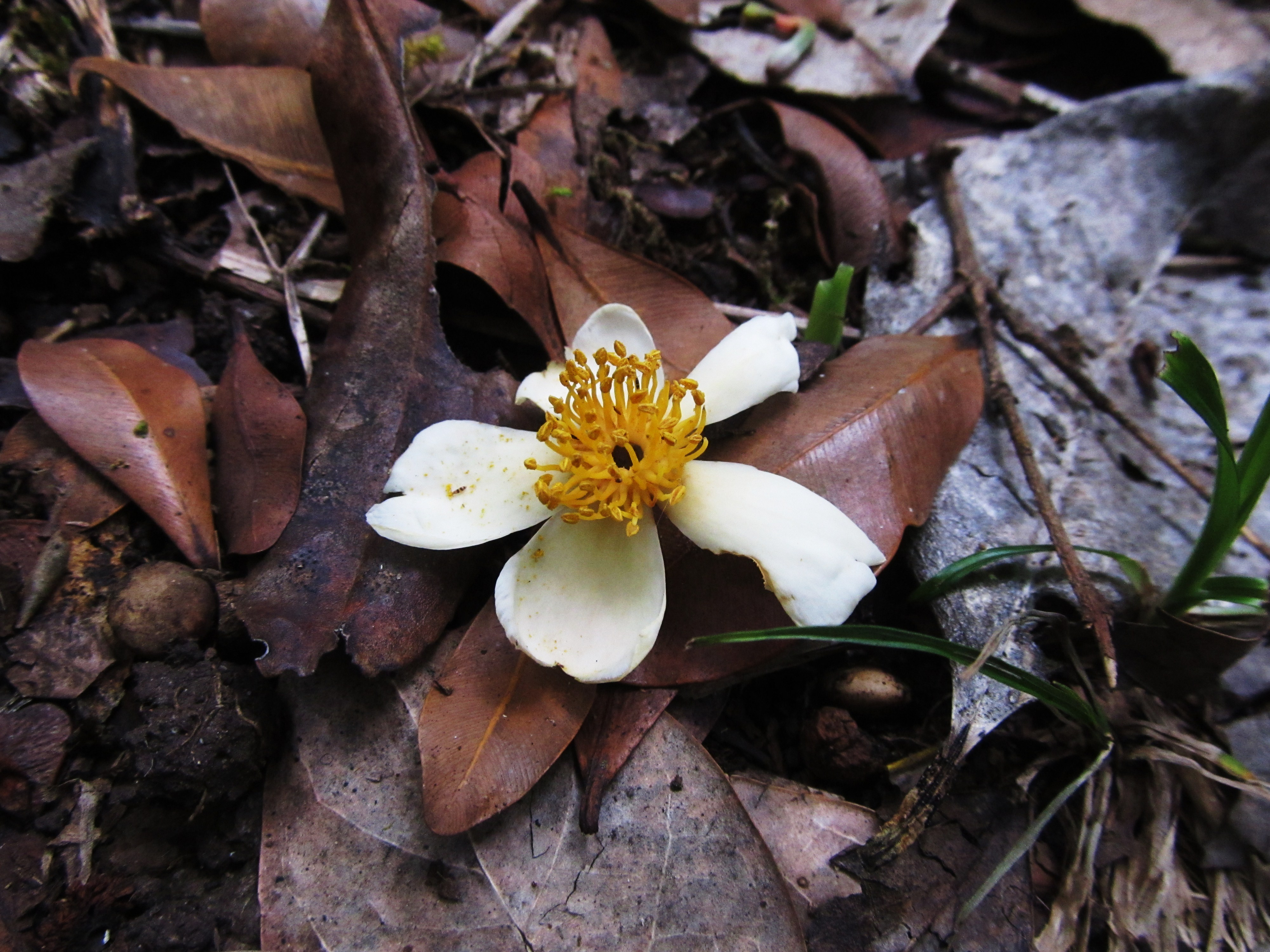